# Narzole
Narzole (Narsòle in piemontese) è un comune italiano di 3 528 abitanti della provincia di Cuneo in Piemonte.
È situato al limite dell'altopiano cuneese, al confine con le Langhe.

## Storia

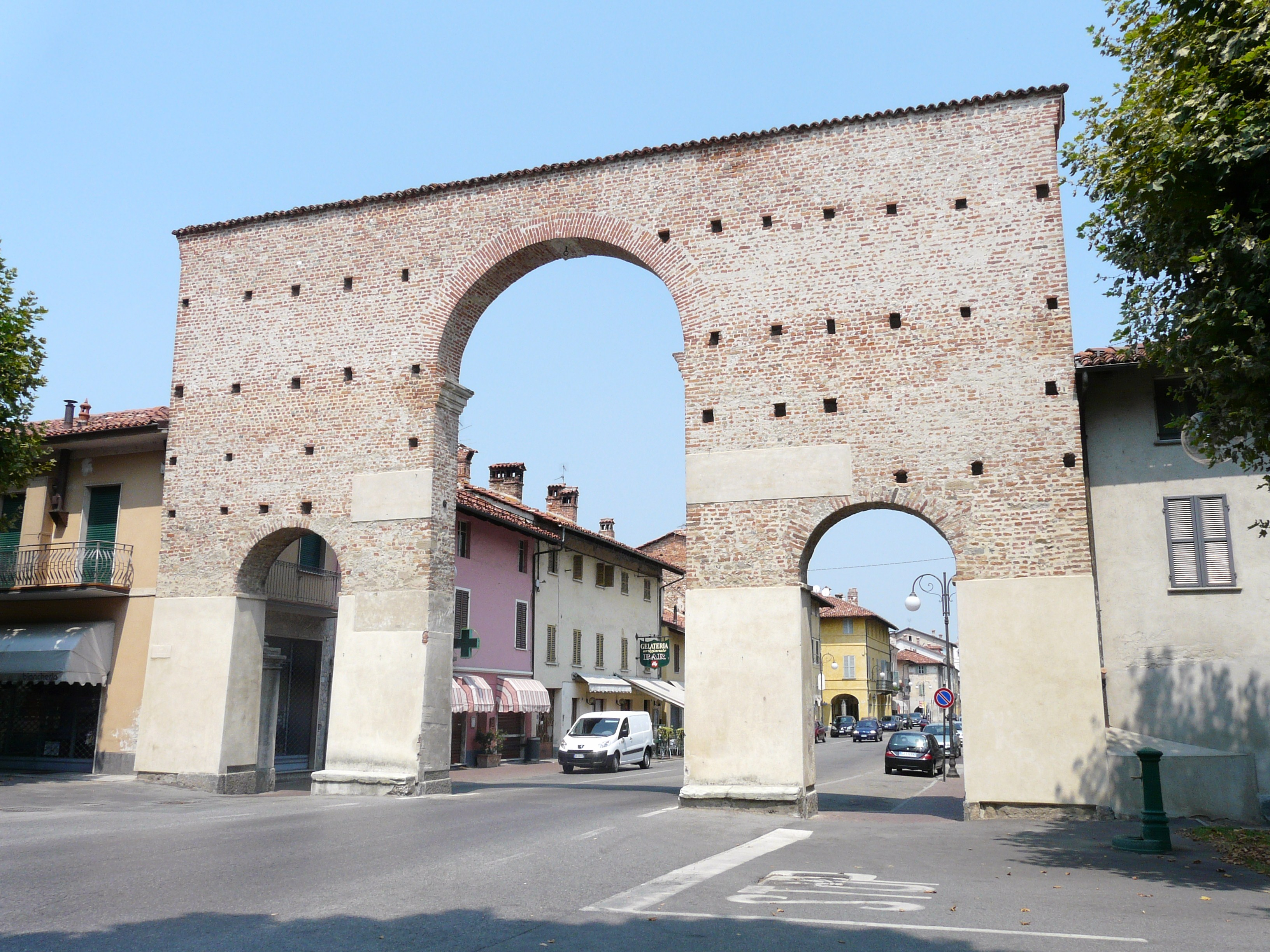
L'arco di Porta Narzole nel paese di Cherasco

### Le origini
La storia del paese risale all’insediamento di una comunità celtico ligure alla confluenza del fiume Tanaro con i torrenti Mondalavia e Giuminella. L’insediamento venne in seguito compreso come sobborgo della città di Augusta Bagiennorum (vicina all’attuale Bene Vagienna). Durante l'epoca medievale era presente un castello, di cui non ci sono resti e l’abbazia di Sancte Virginis Mariae Narzolis, donata dall'imperatore Ludovico III al vescovo di Asti Agilulfo, anch'essa perduta. In seguito Narzole divenne parte del comune di Cherasco e a seguito dell’occupazione napoleonica Narzole si costituì comune nel 1802, per decreto dello stesso Napoleone Bonaparte.

### I Fratelli di Narzole
Durante l’occupazione francese fu attiva, con atti di brigantaggio, la banda dei cosiddetti Fratelli di Narzole, formata da fratelli o cugini come Giovanni e Domenico Fournier, Giambattista Rista Scarsello, Stefano e Giovanni Perno, Bartolomeo Gancia, Sebastiano Vivalda, Gian Battista Dogliani, Vincenzo Taricco e Giovanni Scarsello considerato il capo. Le azioni che si estendevano fino al Monregalese e alla Liguria si basavano sull’intimidazione e ingiunzioni di pagamento, atti che per alcuni avevano scopi politici contro l’occupazione in quanto si diceva che la banda fosse finanziata dagli inglesi.

## Società

### Evoluzione demografica
Abitanti censiti

### Etnie e minoranze straniere
Secondo i dati Istat al 31 dicembre 2017, i cittadini stranieri residenti a Narzole sono 449, così suddivisi per nazionalità, elencando per le presenze più significative:
1. Albania, 113
2. Romania, 105
3. Marocco, 62
4. Kosovo, 37
5. Serbia, 21

## Infrastrutture e trasporti
Narzole era servita da una propria stazione ferroviaria posta lungo la Ferrovia Bra-Ceva, rimasta senza traffico in seguito ai danni subiti dalla alluvione del 1994.

## Amministrazione
Di seguito è presentata una tabella relativa alle amministrazioni che si sono succedute in questo comune.
| Periodo           | Periodo        | Primo cittadino    | Partito                          | Carica  | Note   |
| ----------------- | -------------- | ------------------ | -------------------------------- | ------- | ------ |
| 15 giugno 1988    | 7 giugno 1993  | Ugo Gregorio       | Partito Socialista Italiano      | Sindaco | [ 11 ] |
| 7 giugno 1993     | 28 aprile 1997 | Ugo Gregorio       | Partito Socialista Italiano      | Sindaco | [ 11 ] |
| 28 aprile 1997    | 14 maggio 2001 | Fiorenzo Prever    | Polo per le Libertà              | Sindaco | [ 11 ] |
| 14 maggio 2001    | 30 maggio 2006 | Giacomo Arcostanzo | Centro                           | Sindaco | [ 11 ] |
| 30 maggio 2006    | 16 maggio 2011 | Fiorenzo Prever    | Forza Italia                     | Sindaco | [ 11 ] |
| 16 maggio 2011    | 20 giugno 2016 | Fiorenzo Prever    | lista civica Amici per Narzole   | Sindaco | [ 11 ] |
| 20 giugno 2016    | decaduto       | Federico Gregorio  | lista civica Rinascita Narzolese | Sindaco | [ 11 ] |
| 22 settembre 2020 | in carica      | Paola Sguazzini    | lista civica viviAMO Narzole     | Sindaco | [ 11 ] |

### Gemellaggi
- Tenda, dal 1992